# Cross Cult

Logo des Verlags

Cross Cult ist ein 2001 mit dem Schwerpunkt auf Comics gegründetes Imprint. Dahinter steht das in Ludwigsburg ansässige Grafikstudio Amigo Grafik von Hardy Hellstern und Andreas Mergenthaler, das seit Mitte der 1990er Jahre für verschiedene Comicverlage die Erstellung von Druckvorlagen, Scans, Letterings und andere Arbeiten durchführt. Markenzeichen des Imprints sind kleinformatige Hardcoverausgaben.

## Geschichte und Projekte
Zu den bekanntesten Kunden und Projekten zählen u. a. das gesamte beim ehemaligen Verlag Dino Comics erschienene Superheldenprogramm, die Magazine Manga Power (EMA), Daisuki (Carlsen) und Tock Tock (Ehapa), die Comicreihen Die Simpsons (Panini), Star Wars (Panini), Dragon Ball (Carlsen) und die Produktionen des hauseigenen Imprints.
Mitgründer Mergenthaler arbeitete bereits früher unter dem Label Gringo Comics mit dem Verleger Holger Bommer im Comicbereich, wobei das Augenmerk der Publikationen auf Produktionen deutschsprachiger Autoren lag. Mit der Gründung des eigenen Imprints sollten verstärkt bisher auf dem deutschen Markt nicht vertretene, aber in Fankreisen renommierte Produktionen aus Übersee, wie Mike Mignolas Comicreihe Hellboy, The Walking Dead von Robert Kirkman oder der preisgekrönte Zyklus Sin City von Frank Miller, etabliert werden. Dabei werden schwerpunktmäßig Comics ins Verlagsprogramm genommen, die der Medienmarke von aktuellen Filmen, TV-Serien oder Videospielen entstammen. Zum Programm gehören zudem seit einiger Zeit vermehrt Romane, z. B. die Neuauflage der James-Bond-Reihe von Ian Fleming und Begleitromane zu verschiedenen Fernsehserien. Seit 2008 werden unter dem Imprint neue Star-Trek-Romane veröffentlicht, nachdem diese vom Verlag Heyne aus dem Programm genommen worden waren.
Im August 2025 wurde angekündigt, dass Penguin Random House den Verlag vorbehaltlich einer kartellrechtlichen Genehmigung übernehmen wolle, wobei das bisherige Team beibehalten werden soll.

## Programm

### Comics (Auswahl)
| - 24 (Comic zur gleichnamigen Fernsehserie) - 28 Days Later (Comic zum Film) - 30 Days of Night (Comicvorlage zum Film) - 300 - Ash - Austrian Superheroes - Aliens (basierend auf den gleichnamigen Science-Fiction-Horror-Filmen) - Avatar: Der Herr der Elemente (Comic-Fortsetzung zur gleichnamigen Serie) - B.U.A.P. - Chew – Bulle mit Biss - Die hermetische Garage (Moebius) - Feuer und Stein (Comic basierend auf dem Stoff der Filme Predator, Alien und Prometheus) - RoboCop (basierend auf Frank Millers Originaldrehbuch zum Film) - From Hell - Hellboy - Lost Girls | - Mouse Guard - Monstress - Perry Rhodan (Comicprojekt basierend auf der Heftromanserie Perry Rhodan) - Die Kartographen der Unendlichkeit - Kampf um die SOL - Planet der Affen (basierend auf den gleichnamigen Science-Fiction-Filmen) - Plants vs. Zombies (Comic zum gleichnamigen Spiel) - Saga - Sin City - Star Trek (Comics zur gleichnamigen Film- und Fernsehserie) - Steam Noir - Super Dinosaur - The Goon - The Walking Dead |

### Manga (Auswahl)
unter dem Label Manga Cult
- Aposimz – Im Land der Puppen
- Basilisk Master Edition
- Blame! Master Edition
- Cells at Work!
- Demon Slayer
- Gantz
- Ich kann dich nicht erreichen
- Das Land der Juwelen
- JoJo’s Bizarre Adventure
- Mein Schulgeist Hanako
- Mononogatari – Die Wächter der Artefaktgeister
- Quin Zaza – Die letzten Drachenfänger
- StarCraft: Frontline
- Warcraft: Legends+
- Yū Yū Hakusho

### Romane (Auswahl)
- Castle
- Doctor Who
- Grimm
- James Bond
- Primeval
- Star Trek
- Torchwood
- Lady Trents Memoiren
- Clone Rebellion
- Planet der Affen
- Homo Sapiens: 404